# Automobiles Beck
Beck (Бек) — з 1920 року французький виробник автомобілів. Штаб-квартира розташована в місті Ліон. У 1922 році компанія припинила виробництво автомобілів.

## Чарльз Бек-Майлард. Заснування компанії
Автовиробнича компанія Beck була заснована в 1920 році у французькому місті Ліон підприємцем Чарльзом Бек-Майлардом. Продукція фірми мала безліч технічних удосконалень, які були відсутні у більшості машин того часу, а також відмінний дизайн.

## Виробництво автомобілів
Перша модель 10CV була показана на Брюссельському автосалоні 1920 року, вона була оснащена незалежною пружинною підвіскою спереду. Конструктором був Жан Франсуа, який пізніше працював у компанії Automobiles Delahaye. Через рік в Парижі була продемонстрована і друга модель 12CV, головною відмінністю якої стало застосування коробки передач, з'єднаної з головною передачею в одному картері. Вона також оснащувалася 4-циліндровим двигуном, об'ємом 1495 см3 і потужністю 32 к.с.. Діаметр циліндра становив 65 мм, а хід поршня - 113 мм.

## Закриття компанії
Однак, у 1922 році компанія Beck припинила виробництво автомобілів і була закрита. Всього було виготовлено лише кілька автомобілів марки. Фірма мала всі шанси зайняти місце в перших рядах найвідоміших автомобільних компаній.

## Список автомобілів Beck
- 1920 - Beck 10CV
- 1921 - Beck 12CV